# Lustun, Putila
Lustun (în ucraineană Лустун) este un sat în raionul Putila din regiunea Cernăuți (Ucraina), depinzând administrativ de comuna Plosca. Are 234 locuitori, în totalitate ucraineni (huțuli).
Satul este situat la o altitudine de 844 metri, pe malul râului Putila, în partea de centru-est a raionului Putila.

## Istorie
Localitatea Lustun a făcut parte încă de la înființare din regiunea istorică Bucovina a Principatului Moldovei. După anexarea Bucovinei de către Imperiul Habsburgic în anul 1775, localitatea Lustun a făcut parte din Ducatul Bucovinei, guvernat de către austrieci. 
După Unirea Bucovinei cu România la 28 noiembrie 1918, satul Lustun a făcut parte din componența României, în Plasa Putilei a județului Rădăuți. Pe atunci, majoritatea populației era formată din ucraineni. 
Ca urmare a Pactului Ribbentrop-Molotov (1939), Bucovina de Nord a fost anexată de către URSS la 28 iunie 1940, reintrând în componența României în perioada 1941-1944. Apoi, Bucovina de Nord a fost reocupată de către URSS în anul 1944 și integrată în componența RSS Ucrainene. 
Începând din anul 1991, satul Lustun face parte din raionul Putila al regiunii Cernăuți din cadrul Ucrainei independente. Conform recensământului din 1989, toți locuitorii din sat s-au declarat de etnie ucraineană . În prezent, satul are 234 locuitori, în totalitate ucraineni.

## Demografie
Componența lingvistică a localității Lustun
     Ucraineană (100%)
Conform recensământului din 2001, toată populația localității Lustun era vorbitoare de ucraineană (100%).
1989: 238 (recensământ) 
2007: 234 (estimare)